# 彼得·彭茨
彼得·彭茨（德語：Peter Penz，1984年4月5日—），奥地利男子雪橇运动员。他曾代表奥地利参加2014年和2018年冬季奥林匹克运动会雪橇比赛，获得一枚银牌和一枚铜牌。